# Dugi Dol
Dugi Dol – wieś w Chorwacji, w żupanii karlowackiej, w gminie Krnjak. W 2011 roku liczyła 94 mieszkańców.